# غوستلايت
غوستلايت (بالإنجليزية:Ghostlight) شركة بريطانية متخصصة في نشر ألعاب فيديو تأسست عام 2004 وتعتبر شركة تابعه ميداز إنترأكيف إنترتيمنت ويقع مقر الشركة في مقاطعة إسكس الإنجليزية في المملكة المتحدة.

## ألعاب قامت بنشرها
- ريفلوشنز: بيرسونا. (1996)

## روابط خارجية
- الموقع الرسمي